# Armend Alimi
Armend Alimi (in macedone Арменд Алими?; Kumanovo, 11 dicembre 1987) è un calciatore macedone, centrocampista del Besa Dobërdoll.

## Caratteristiche tecniche
Trequartista, può giocare anche come interno di centrocampo.

## Palmarès

### Club

#### Competizioni nazionali
- Coppa di Macedonia: 2

Škendija: 2015-2016, 2017-2018
- Campionato macedone: 3

Škendija: 2017-2018, 2018-2019, 2020-2021